# Milan Nikolić
Milan Nikolić ( Belgrado, Serbia, 21 de junio de 1987) – futbolista serbio que juega de delantero con el Polonia Varsovia. Es su primera temporada con los "Camisas Negras" y procede del BSK Borča

## Clubes
| Club             | País    | Año       |
| ---------------- | ------- | --------- |
| FK BSK Borča     | Serbia  | 2005-2009 |
| Polonia Varsovia | Polonia | 2009-     |